# Bitettum
Bitettum (łac. Bitectensis) – stolica nieistniejącej diecezji we Włoszech, sufragania archidiecezji Bari, w regionie Apulia. Obecnie katolickie biskupstwo tytularne. W latach 1979–2006 biskupem tytularnym bitetteńskim był biskup pomocniczy białostocki Edward Ozorowski, późniejszy arcybiskup.

## Historia
Diecezja Bitetto powstała w XI w. W 1025 w bulli Jana XIX nie jest jeszcze wspominana, natomiast Urban II w bulli Quia nostris temporibus wymienia ją, jako sufraganię Bari. Pierwszym znanym biskupem Bitetto był Raus, wymieniany jako uczestnik Soboru Laterańskiego III. Diecezja istniała do 1818, zlikwidowana bullą Piusa VII De utiliori. W 1968 Paweł VI ustanowił ją jako stolicę tytularną, a jej pierwszym biskupem został emerytowany arcybiskup Pampeluny Enrique Delgado y Gómez.

## Biskupi tytularni
| Lp. | Biskup                   | Funkcja                                      | Od                | Do                   |
| --- | ------------------------ | -------------------------------------------- | ----------------- | -------------------- |
| 1   | Enrique Delgado y Gómez  | emerytowany arcybiskup Pampeluny (Hiszpania) | 23 lipca 1968     | 11 grudnia 1970      |
| 2   | Benedito de Ulhôa Vieira | biskup pomocniczy São Paulo (Brazylia)       | 29 listopada 1971 | 14 lipca 1978        |
| 3   | Edward Ozorowski         | biskup pomocniczy białostocki                | 31 stycznia 1979  | 21 października 2006 |
| 4   | Leo Boccardi             | nuncjusz apostolski                          | 16 stycznia 2007  |                      |